# فوينتي إل فريسنو (سيوداد ريال)
بلدية فوينتي إل فريسنو (بالإسبانية: Fuente el Fresno)‏، هي إحدى بلديات مقاطعة سيوداد ريال إحدى مقاطعات إسبانيا، والتي تقع في منطقة قشتالة لا منتشا وسط إسبانيا.
يبلغ عدد سكانها 3.585 نسمة وفقاً لإحصائية سنة (2007).

## أعلام
- لويس رودريغيز
- جولييان إينفانت
- أرتور مورا